# Кёрстин, Грег
Грег Кёрстин (англ. Greg Kurstin, Gregory Allen "Greg" Kurstin) — американский музыкальный продюсер и мульти-инструменталист. Лауреат и номинант нескольких музыкальных премий, включая 10 номинаций на Грэмми (в том числе, качестве продюсера года в 2010, 2014 и 2017).
Кёрстин продюсировал или был соавтором таких музыкантов как Адель (её хит 2015 года «Hello»), Сия («Chandelier»), Бек, Келли Кларксон, Элли Голдинг, Пинк, the Shins, Tegan and Sara и Лили Аллен. Он также играет на гитаре, клавишных и ударных инструментах.

## Биография
См. также «Greg Kurstin Career» в английском разделе.
Родился 14 мая 1969 года в США (Лос-Анджелес, штат Калифорния) .

## Дискография
См. также «Greg Kurstin Discography» в английском разделе.

## Награды и номинации

### Golden Globe Awards
| Год  | Номинируемая работа                                               | Категория    | Результат |
| ---- | ----------------------------------------------------------------- | ------------ | --------- |
| 2015 | «Opportunity» вместе с Сия Ферлер и Уиллом Глаком (с фильма Энни) | Лучшая песня | Номинация |

### Grammy Awards
| Год  | Номинируемая работа                      | Категория                            | Результат |
| ---- | ---------------------------------------- | ------------------------------------ | --------- |
| 2010 | Грег Кёрстин                             | Producer of the Year, Non-Classical  | Номинация |
| 2013 | «Stronger» (Келли Кларксон)              | Песня года                           | Номинация |
| 2013 | «Stronger» (Келли Кларксон)              | Запись года                          | Номинация |
| 2015 | «Chandelier» (Сия)                       | Запись года                          | Номинация |
| 2015 | Грег Кёрстин                             | Producer of the Year, Non-Classical  | Номинация |
| 2016 | Recreational Love (The Bird and the Bee) | Best Engineered Album, Non-Classical | Номинация |
| 2017 | 25 (Адель)                               | Альбом года                          | Победа    |
| 2017 | «Hello» (Адель)                          | Песня года                           | Победа    |
| 2017 | «Hello» (Адель)                          | Запись года                          | Победа    |
| 2017 | Грег Кёрстин                             | Producer of the Year, Non-Classical  | Победа    |

### Ivor Novello Awards
| Год  | Номинируемая работа      | Категория              | Результат |
| ---- | ------------------------ | ---------------------- | --------- |
| 2010 | Грег Кёрстин, Лили Аллен | Songwriter of the Year | Победа    |
| 2010 | «The Fear» (Лили Аллен)  | Best Song              | Победа    |
| 2010 | «The Fear» (Лили Аллен)  | Most Performed Work    | Победа    |